# Boots (poema)
Boots é um poema de autoria do poeta britânico Rudyard Kipling. Foi publicado pela primeira vez em 1903 em sua coleção The Five Nations.

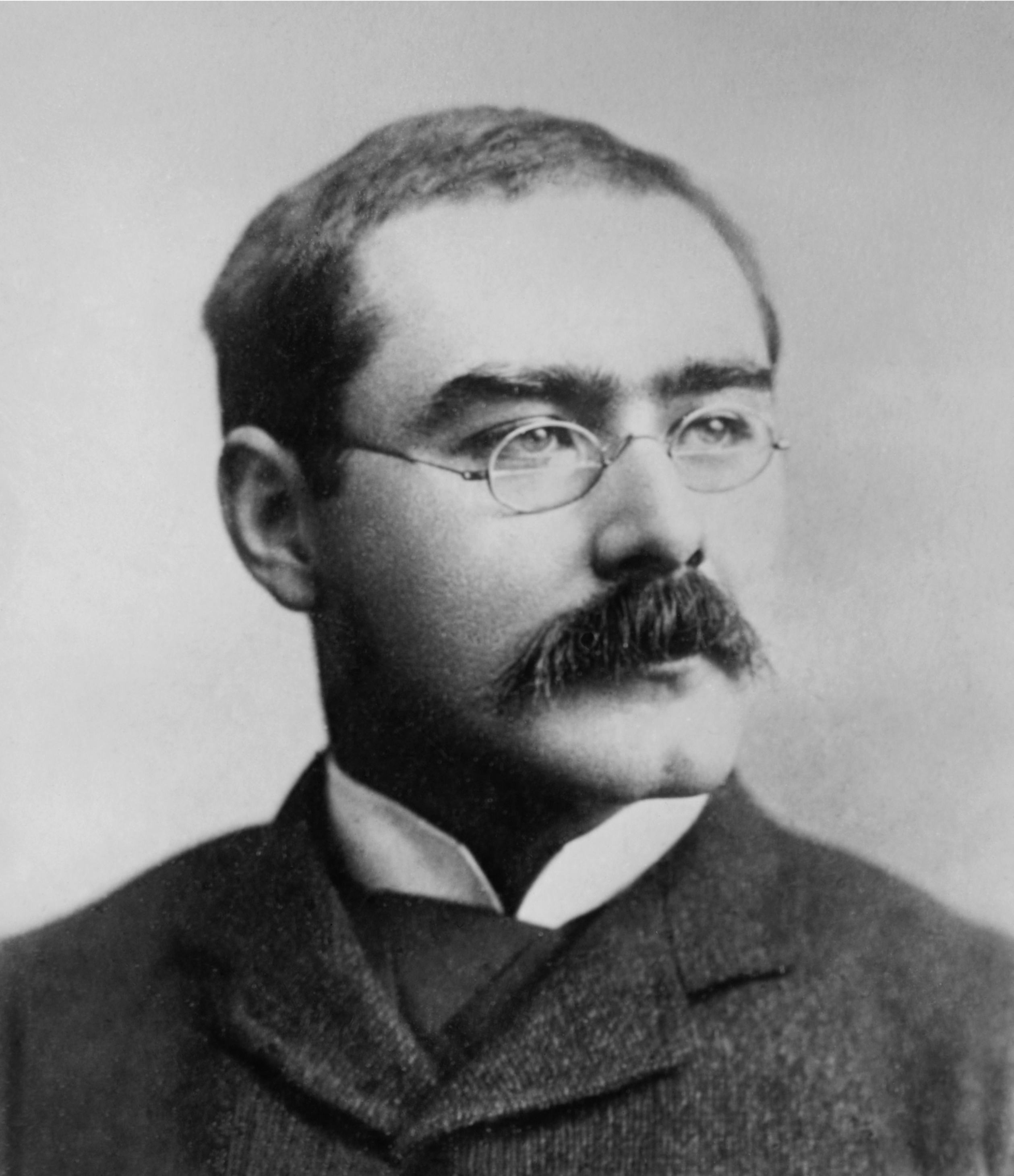
Rudyard Kipling, o autor do poema.

O poema imagina os pensamentos repetitivos de um soldado de infantaria do Exército Britânico marchando na África do Sul durante a Segunda Guerra dos Bôeres. Foi sugerido que as primeiras quatro palavras de cada linha fossem lidas lentamente, a uma taxa de duas palavras por segundo, para combinar com a cadência ou ritmo de um soldado de infantaria marchando.
Foi noticiado que Boots era 'tocado' para treinar psicologicamente soldados de elite da Survival, Evasion, Resistance and Escape (SERE) em caso de capturada pelo inimigo. Foi relatado também que o poema era usado como um instrumento de tortura psicológica em prisioneiros de guerra pelos Estados Unidos.
Versões do poema foram usadas no trailer do filme de terror 28 Years Later (2025) e na franquia de jogos Call of Duty (Call of Duty: Black Ops 6)."

## Poema
| Original em língua inglesa | Tradução literal em português |
| --- | --- |
| Foot—foot—foot—foot—sloggin' over Africa -- (Boots—boots—boots—boots—movin' up and down again!) There's no discharge in the war! Seven—six—eleven—five—nine-an'-twenty mile to-day Four—eleven—seventeen—thirty-two the day before -- (Boots—boots—boots—boots—movin' up and down again!) There's no discharge in the war! Don't—don't—don't—don't—look at what's in front of you. (Boots—boots—boots—boots—movin' up an' down again); Men—men—men—men—men go mad with watchin' em, An' there's no discharge in the war! Count—count—count—count—the bullets in the bandoliers. If—your—eyes—drop—they will get atop o' you! (Boots—boots—boots—boots—movin' up and down again) -- There's no discharge in the war! We—can—stick—out—'unger, thirst, an' weariness, But—not—not—not—not the chronic sight of 'em, Boot—boots—boots—boots—movin' up an' down again, An' there's no discharge in the war! 'Taint—so—bad—by—day because o' company, But night—brings—long—strings—o' forty thousand million Boots—boots—boots—boots—movin' up an' down again. There's no discharge in the war! I—'ave—marched—six—weeks in 'Ell an' certify It—is—not—fire—devils, dark, or anything, But boots—boots—boots—boots—movin' up an' down again, An' there's no discharge in the war! Try—try—try—try—to think o' something different Oh—my—God—keep—me from goin' lunatic! (Boots—boots—boots—boots—movin' up an' down again!) There's no discharge in the war! | Pé-pé-pé-pé-pé-caminhando pesadamente sobre a África -- (Botas—botas—botas—botas—subindo e descendo de novo!) Não há rendição na guerra! Sete, seis, onze, cinco, nove e vinte milhas hoje Quatro, onze, dezessete, trinta e dois no dia anterior -- (Botas—botas—botas—botas—subindo e descendo de novo!) Não há rendição na guerra! Não—não—não—não—olhe para o que está na sua frente. (Botas—botas—botas—botas—subindo e descendo novamente); Homens—homens—homens—homens—homens enlouquecem ao vê-los, E não há rendição na guerra! Conte—conte—conte—conte—as balas nas cartucheiras. Se—seus—olhos—caírem—eles vão subir em você! (Botas—botas—botas—botas—subindo e descendo novamente) -- Não há rendição na guerra! Nós—podemos—sobressair—com—fome, sede e cansaço, Mas—não—não—não—não a visão crônica deles, Botas—botas—botas—botas—subindo e descendo novamente, E não há rendição na guerra! 'Tão ruim—durante—o—dia por causa da companhia, Mas a noite traz longas sequências de quarenta mil milhões Botas, botas, botas, botas, subindo e descendo novamente. Não há rendição na guerra! Eu—marchei—seis—semanas—em 'Ell e certifico Não é nenhum demônio de fogo, escuridão ou qualquer coisa, Mas botas—botas—botas—botas—subindo e descendo novamente, E não há rendição na guerra! Tente—tente—tente—tente—pensar em algo diferente Oh, meu Deus, me impeça de enlouquecer! (Botas—botas—botas—botas—subindo e descendo de novo!) Não há rendição na guerra! |